# Élections législatives de 2011 en république démocratique du Congo
Les élections législatives de 2011 en république démocratique du Congo ont eu lieu en même temps que l’élection présidentielle, le 28 novembre 2011.

## Mode de scrutin
La RDC est dotée d'un parlement bicaméral composé d'une chambre haute élue au scrutin indirect, le Sénat et d'une chambre basse élue au suffrage universel direct, l'Assemblée nationale.
Cette dernière, la seule concernée par ces élections, est composée de 500 sièges dont les membres sont élus pour cinq ans selon un système mixte. 60 députés sont ainsi élus au scrutin uninominal majoritaire à un tour dans autant de circonscriptions, tandis que les 440 députés restants sont élus au scrutin proportionnel avec listes ouvertes dans 109 circonscriptions plurinominales.
Les électeurs votant pour la liste d'un parti ont la possibilité d'utiliser un vote préférentiel pour un seul nom afin de monter la place d'un candidat dans la liste pour laquelle il se présente, la répartition des sièges obtenus par ces dernières se faisant par la suite selon la méthode dite du plus fort reste.

### Galerie

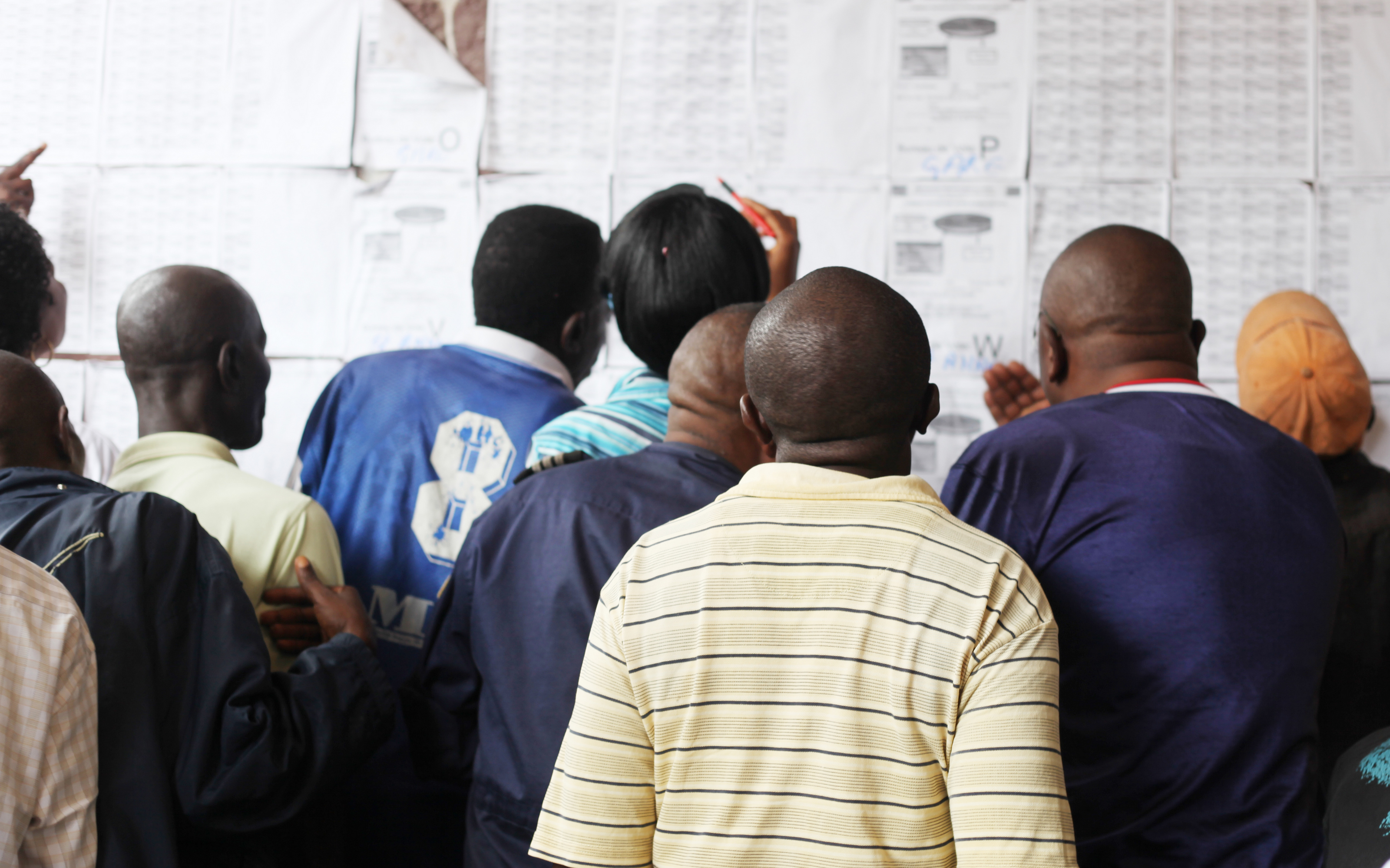
Électeurs cherchant leurs noms sur les listes pour trouver leurs bureaux de vote
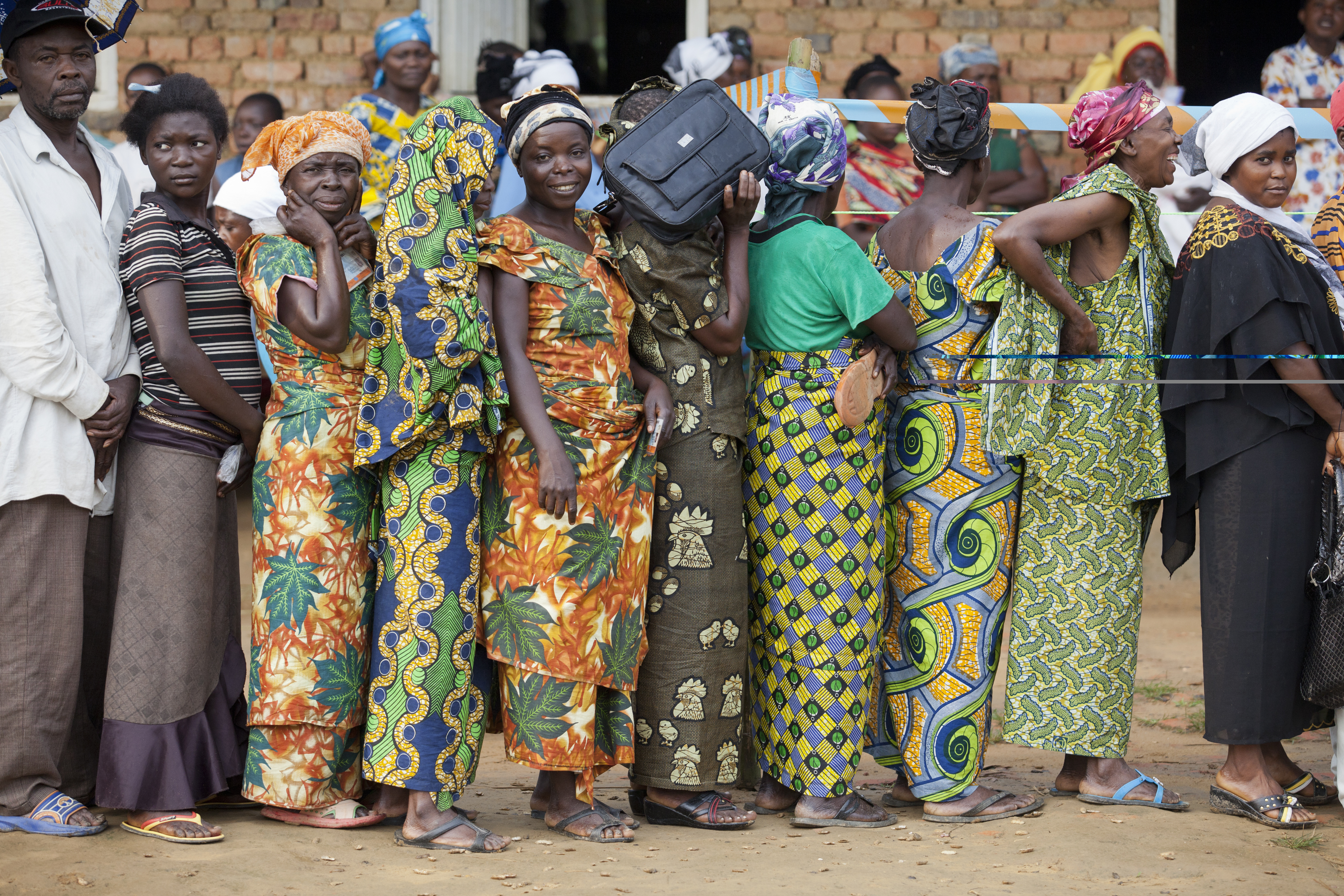
File d'attente dans un bureau de vote
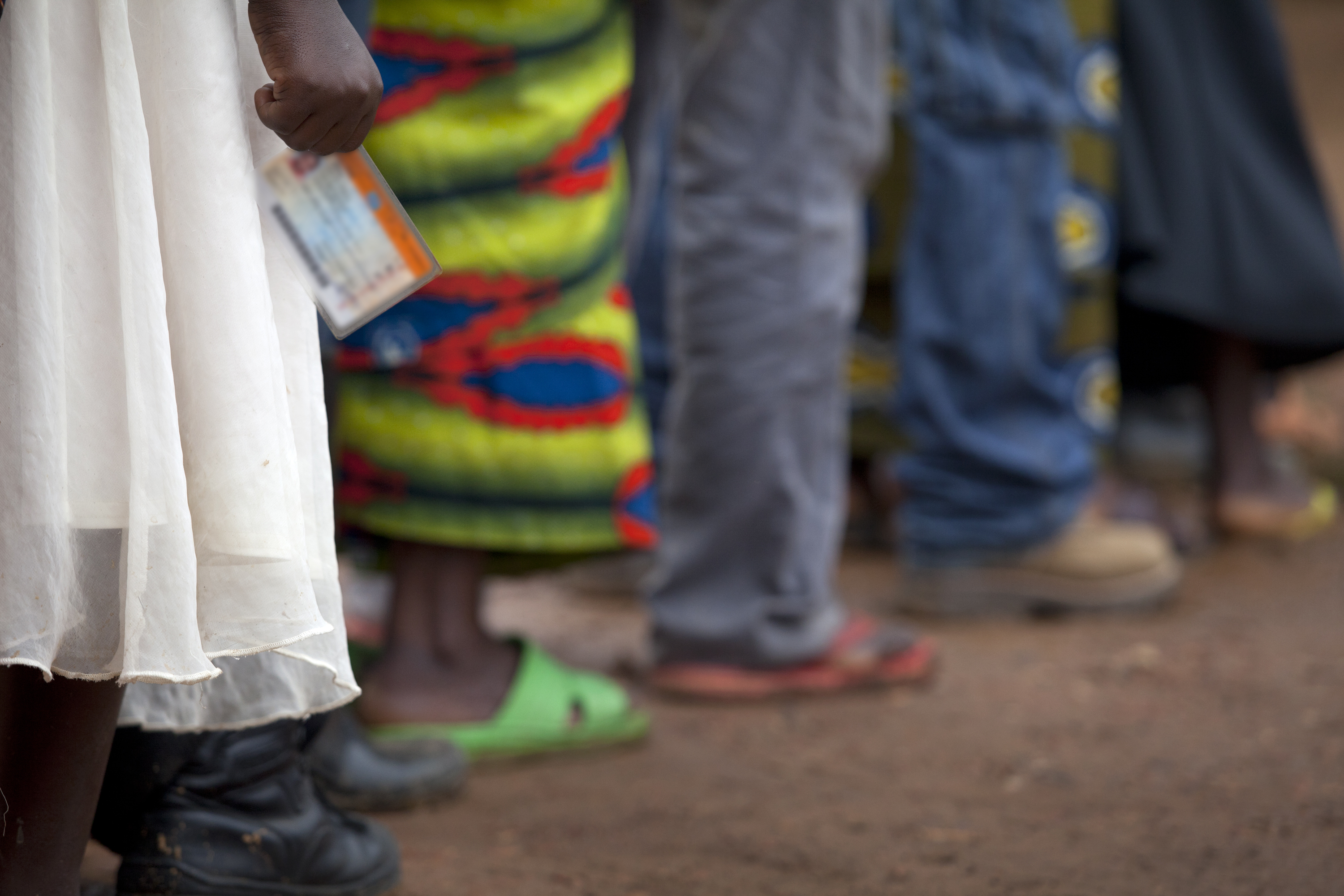
Femme munie de sa carte d'électeur
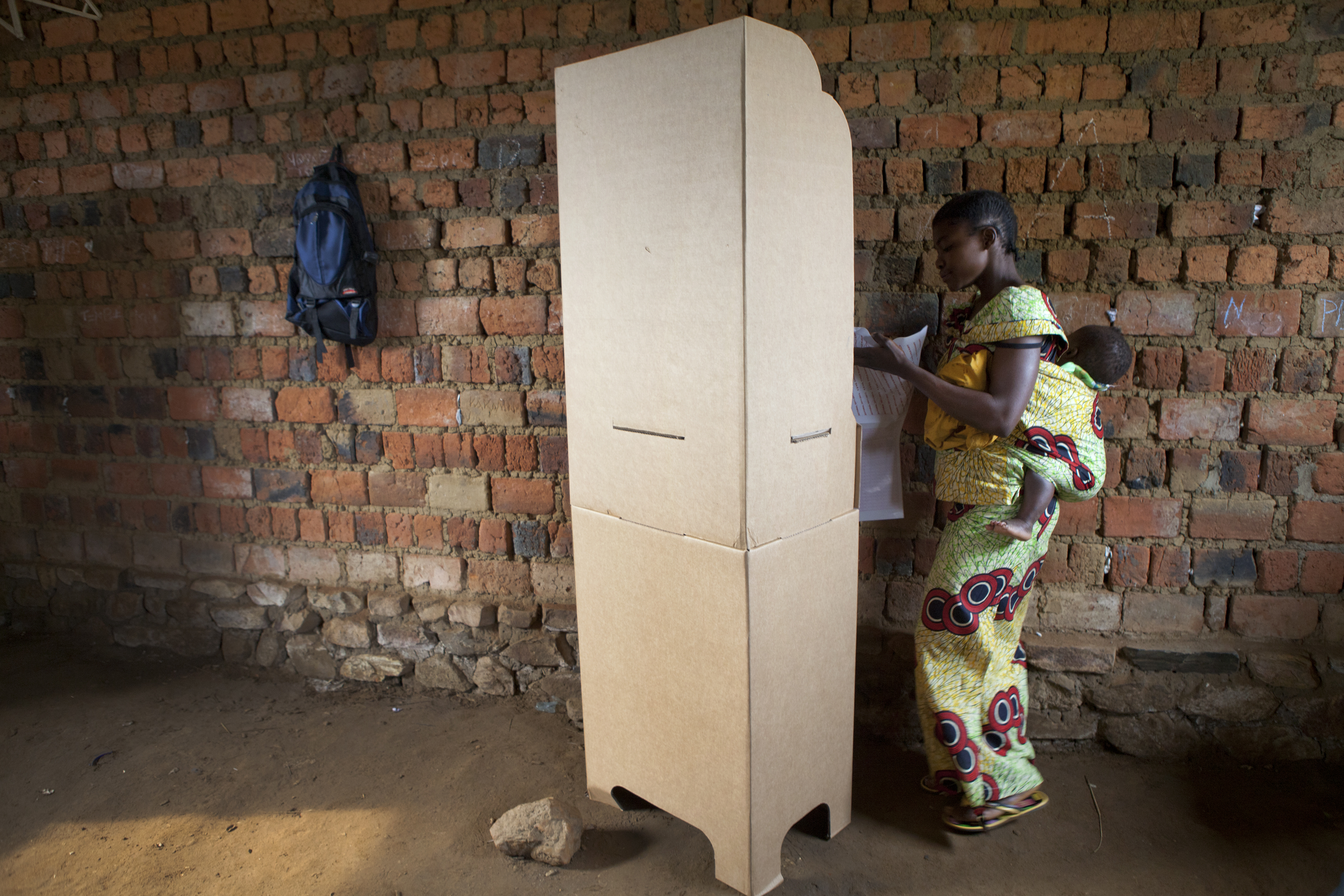
Isoloir dans un bureau de campagne
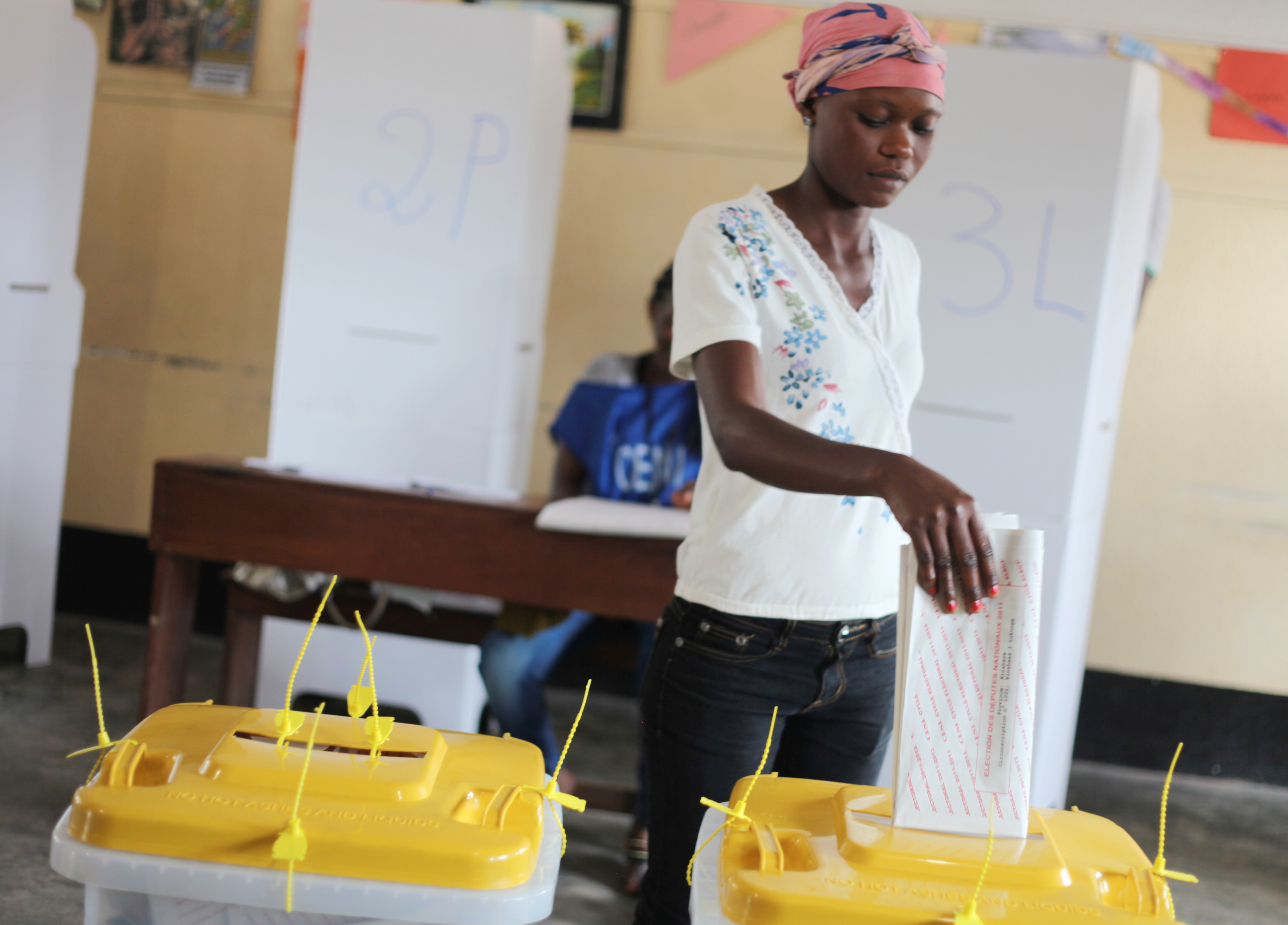
Congolaise en train de voter
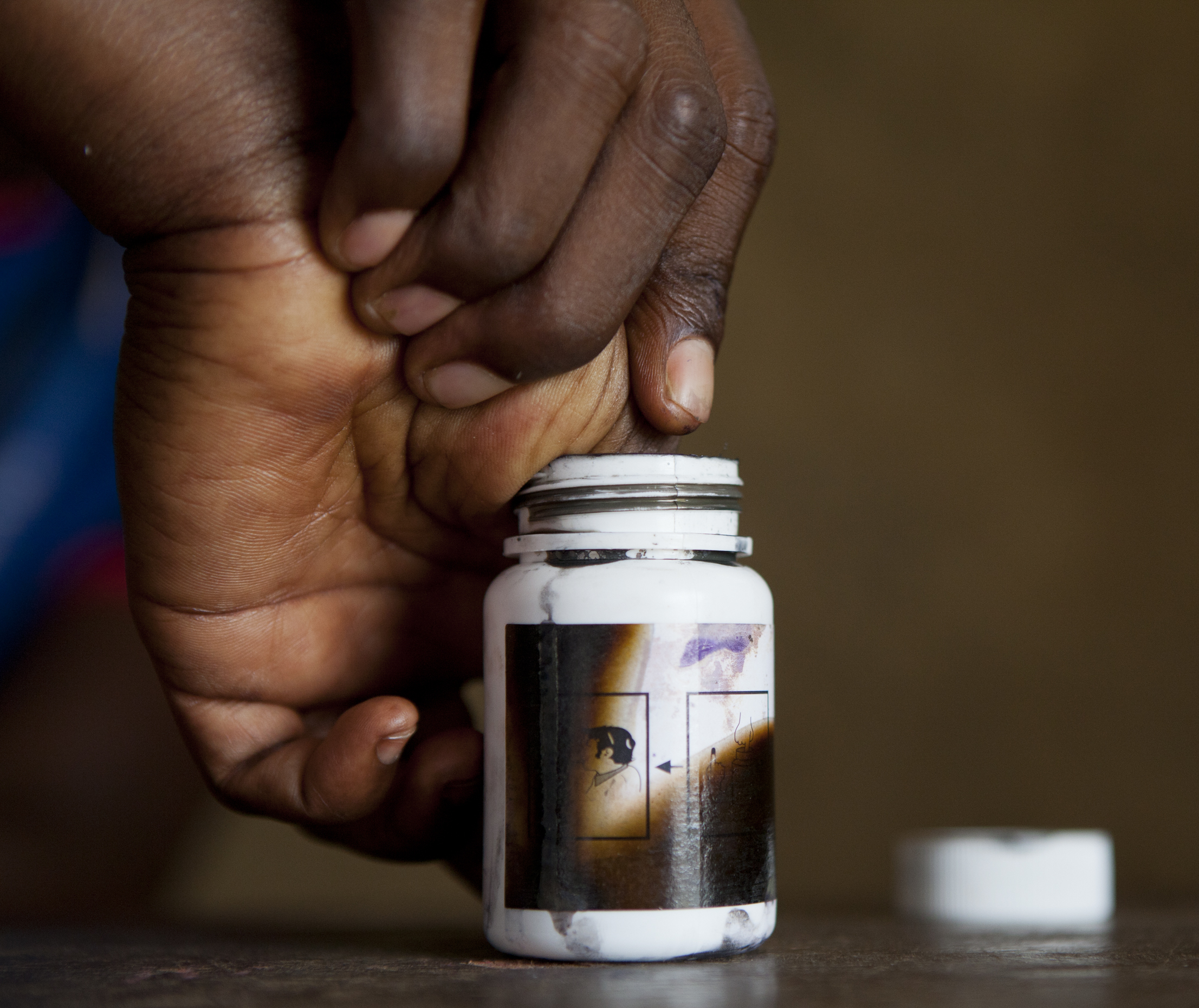
Marquage à l'encre d'un électeur
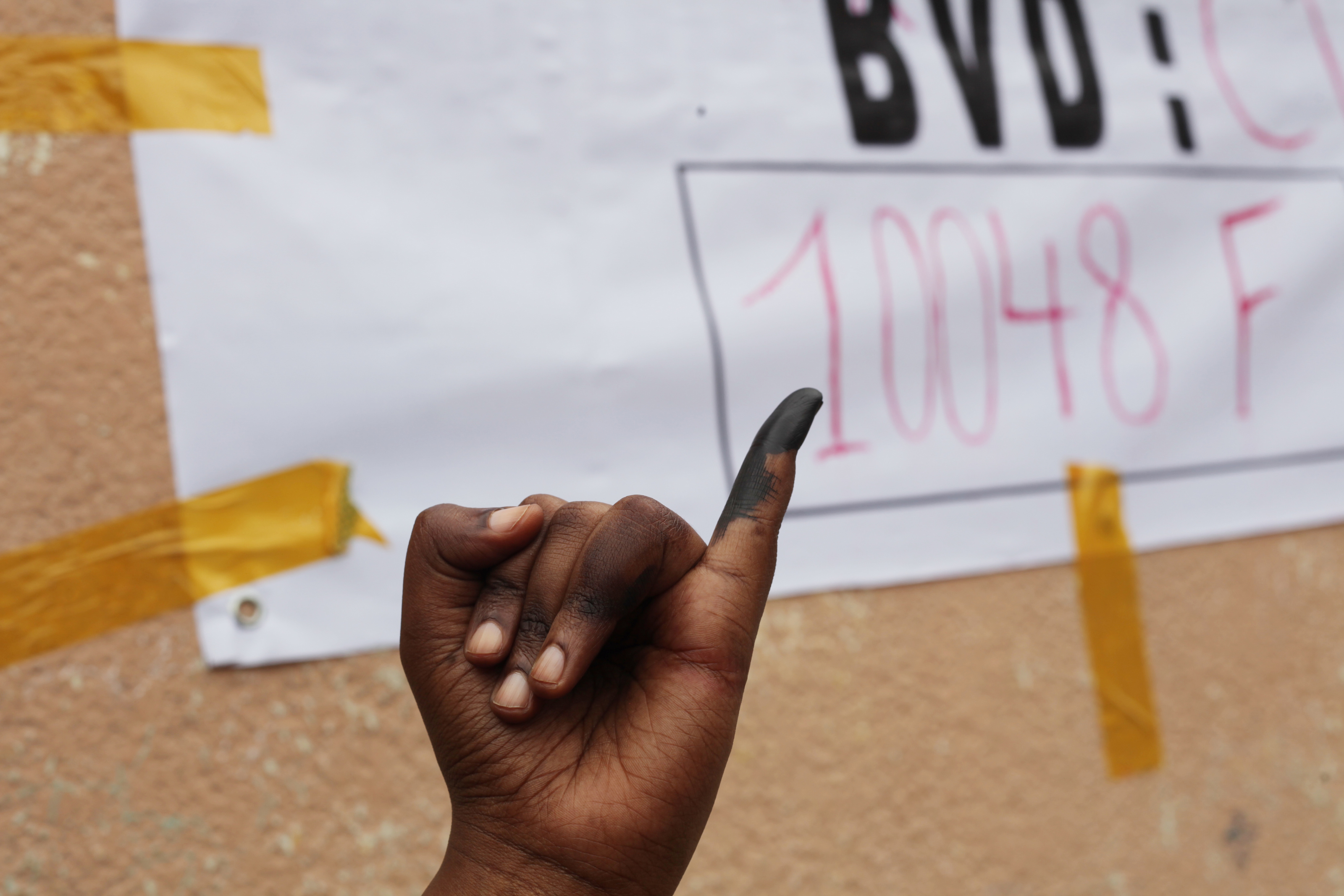
Doigt encré d'un électeur ayant voté
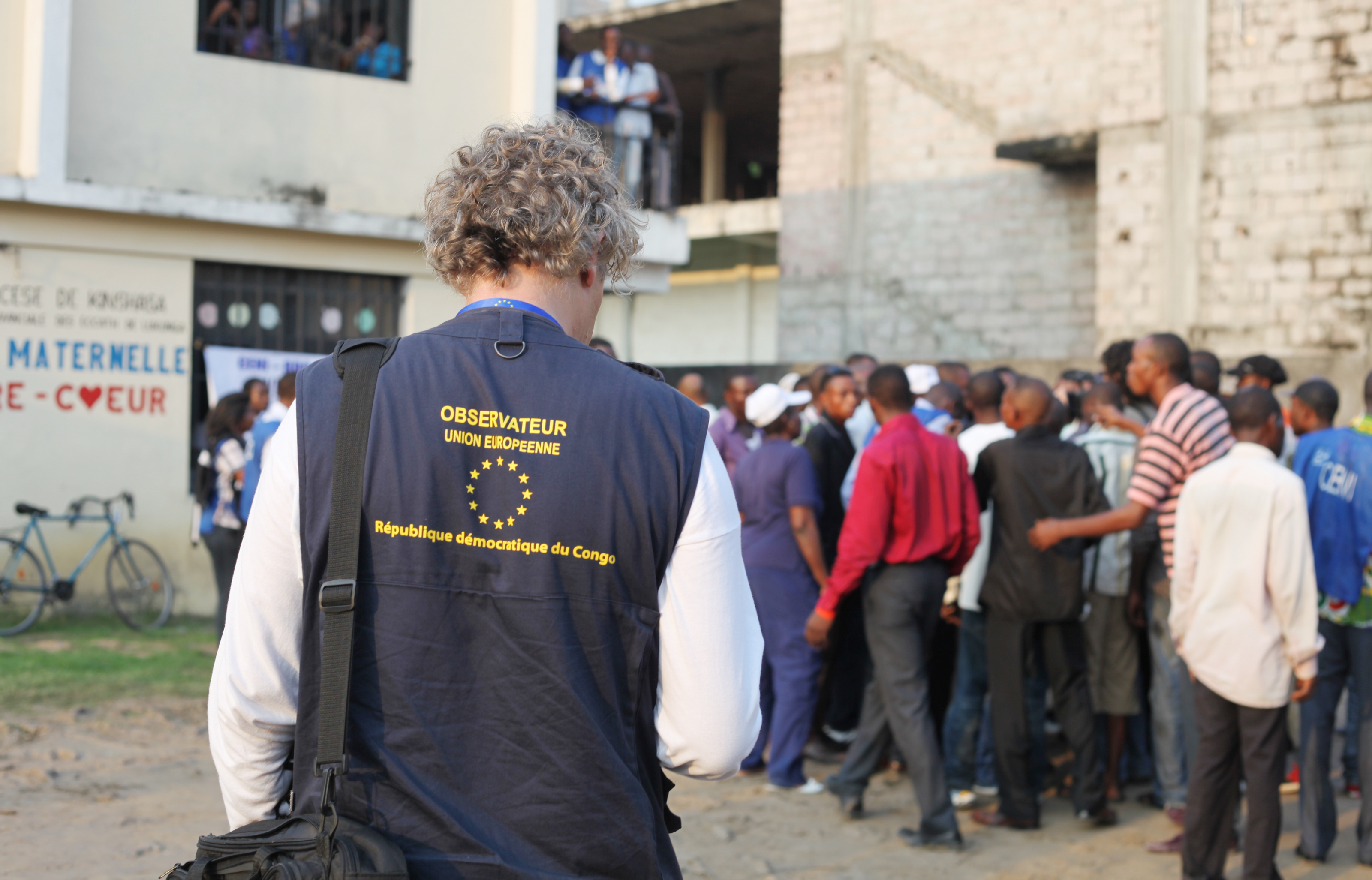
Observateur de l'Union Européenne

## Résultats
La CENI avait initialement prévu l’annonce de résultat provisoires le 13 janvier 2012, mais ceux-ci sont finalement annoncés la nuit du 26 janvier 2012, portant sur 432 des 500 sièges.
À la suite du décompte des votes, les 500 sièges de députés sont partagés entre 98 partis politiques, c’est-à-dire 29 partis de plus qu'aux élections législatives de 2006, 45 partis politiques ne sont représentés chacun que par un député et 74 partis ont moins de 5 députes ; 16 députés sont indépendants.
Les partis de la Mouvance présidentielle obtiennent la majorité absolue avec 340 députes, dont 61 pour le PPRD. Dans l’opposition, l’UDPS obtient 41 sièges.
| Partis                | Partis                                                           | Sièges | +/-           |
| --------------------- | ---------------------------------------------------------------- | ------ | ------------- |
|                       | Parti du peuple pour la reconstruction et la démocratie (PPRD)   | 62     | 49            |
|                       | Union pour la démocratie et le progrès social (UDPS)             | 41     | -             |
|                       | Parti du peuple pour la paix et la démocratie (PPPD)             | 29     | -             |
|                       | Mouvement social pour le renouveau (MSR)                         | 27     | en stagnation |
|                       | Mouvement de libération du Congo (MLC)                           | 22     | 42            |
|                       | Parti lumumbiste unifié (PALU)                                   | 19     | 15            |
|                       | Union pour la nation congolaise (UNC)                            | 17     | -             |
|                       | Alliance pour le renouveau au Congo (ARC)                        | 16     | 10            |
|                       | Alliance des forces démocratiques du Congo (AFDC)                | 15     | -             |
|                       | Rassemblement pour la reconstruction du Congo (RRC)              | 11     | -             |
|                       | Eveil de la conscience pour le travail et le développement (ECT) | 11     | -             |
|                       | Mouvement pour l'intégrité du peuple (MIP)                       | 10     | -             |
|                       | Parti démocrate-chrétien (PDC)                                   | 7      | -             |
|                       | Union pour le développement du Congo (UDCO)                      | 7      | -             |
|                       | Rassemblement congolais pour la démocratie (RCD)                 | 6      | 9             |
|                       | Union nationale des démocrates fédéralistes (UNADEF)             | 6      | 2             |
|                       | Union des nationalistes fédéralistes du Congo (UNAFEC)           | 6      | 1             |
|                       | Autres partis (119)                                              | 172    | -             |
|                       | Indépendants                                                     | 16     | 47            |
|                       |                                                                  |        |               |
| Total                 | Total                                                            | 500    | en stagnation |
| Inscrits : 32 024 640 |                                                                  |        |               |